# Шарлеруа
Шарлеруа́ (фр. Charleroi МФА: [ˌʃaʁləˈʁwɑ] Шарльоруа́, валлон. Tchålerwè) — місто у Бельгії, розташоване у провінції Ено, що належить до валлонської частини країни. Шарлеруа розташований на річці Самбр,  за 50 км на південь від Брюсселя. В місті проживає 212 тисяч осіб.
У добробуті Шарлеруа традиційно найбільший внесок вносять сталевари, проте ця галузь останнім часом зазнає значних структурних змін. Крім цього, місто є залізничним вузлом з важливим перевальним вокзалом. Через канал Шарлеруа-Брюссель місто має сполучення з фламандськими водними шляхами. Містом можна пересуватися легкорейковим транспортом, система якого охоплює і саме місто, і його передмістя Жіллі та Андерлью.

## Історія
Шарлеруа заснував в 1666 р. губернатор Іспанських Нідерландів як фортецю Шарнуа (фр. Charnoy). Пізніше місто було перейменоване на честь юного іспанського короля Карла II.
Майже одразу після заснування Шарлеруа стало ареною боротьби між різними державами та народами. Спершу воно було захоплене голландцями. В 1678 р., згідно Неймегенського договору, Шарлеруа знову перейшло до Іспанії. В 1693 р. місто захопили французи, однак невдовзі іспанці відновили свою владу над ним. Проте в 1698 р., уклавши Рейсвейкський договір, Франція знову захоплює Шарлеруа.
Згодом Шарлеруа заволоділи вдруге голландці, а в 1714 р. за Баденським договором воно перейшло до Австрії. Однак в 1745 р. Шарлеруа знову захопили французи, та в 1748 р. австрійці повернули собі це місто. Нарешті в ХІХ ст., після проголошення незалежності Бельгії, Шарлеруа ввійшло до складу цієї держави.
Футбольний стадіон міста був однією з арен, на якій проходили матчі Чемпіонату Європи з футболу 2000.

## Спорт
У місті діє футбольний професійний клуб Шарлеруа.

## Міста-побратими
| Вальдкірх  | Німеччина |
| Донецьк    | Україна   |
| Ірсон      | Франція   |
| Казарано   | Італія    |
| Маноппелло | Італія    |
| Піттсбург  | США       |
| Сен-Жуньян | Франція   |
| Шрамберг   | Німеччина |
| Хімедзі    | Японія    |
| Фоллоніка  | Італія    |